# A–26 Invader
Az A–26 Invader amerikai fejlesztésű kétmotoros könnyűbombázó repülőgép volt. A típus részt vett a második világháborúban, és a hidegháború több konfliktusában. 1948–1965 között B–26 jelzéssel állt szolgálatban. Egészen 1969-ig állt hadrendben az Egyesült Államok Légierejénél, ezután harci bevetéseken már nem használták. A megmaradt gépek ezután a Légi Nemzeti Gárda kötelékben szolgáltak, amíg 1972-ben teljesen kivonták őket a katonai szolgálatból, és a típus összes darabját a Nemzeti Repülési és Űrkutatási Múzeumnak ajándékozták.
A gépet az USAF 1940-es tervkiírása alapján a Douglas Aircraft Company tervezte. A projekt vezetői Edward Heinemann, Robert Donovan és Ted R. Smith voltak.
A Douglas XA–26 nevű prototípus 1942. július 10-én esett át a tesztrepülésen. A tesztek alatt a gép remek teljesítményt és kezelhetőséget mutatott, ám problémák adódtak a motor hűtési rendszerével, ezért a gépet több helyen jelentősen módosítani kellett.
1944-ben került sor az A–26 sorozatgyártásra, ami 1946-ban fejeződött be. A gép végigharcolta a második világháborút, a koreai háborút és a vietnámi háborút.